# Lophoschema guayapa
Lophoschema guayapa är en skalbaggsart som först beskrevs av Di Iorio 2003.  Lophoschema guayapa ingår i släktet Lophoschema och familjen långhorningar. Inga underarter finns listade i Catalogue of Life.